# Texas (banda)
Texas é uma banda pop-rock escocesa formada em 1986 e fundada pelo ex-Altered Images Johnny McElhone (baixo) e Sharleen Spiteri (voz). Atingiram os primeiros lugares dos Tops europeus com temas como: "I Don't Want a Lover" (1989), "Say What You Want" (1997) e "In Our Lifetime" (1999).
Em 2008, a banda entra em hiato e a vocalista Sharleen lança-se numa experiência a solo. Em 2011 a banda regressa para espectáculos ao vivo, estando previsto o lançamento de um novo álbum em Novembro do mesmo ano. No entanto, o lançamento acabou por ser adiado para Maio de 2013.

## Biografia

### 1989-2000

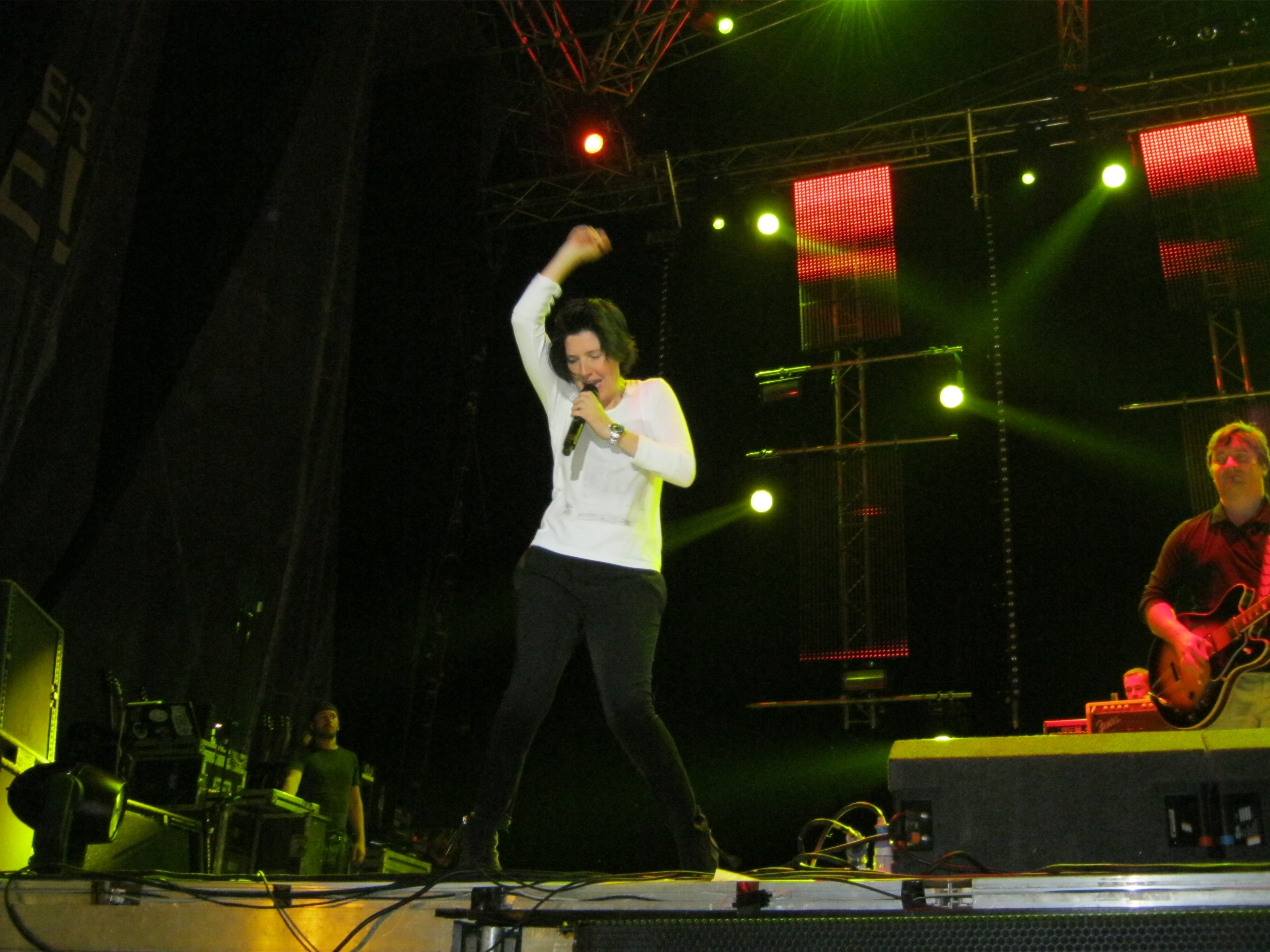
Sharleen Spiteri com os Texas, em concerto. 2011

A banda formou-se em 1986, por Sharleen Spiteri e Johnny McElhone, que deixara a banda Altered Images. O nome do grupo, Texas, surge depois de alguns elementos da banda terem visto o filme de Wim Wenders, Paris,Texas.
Em 1989 lançam o primeiro álbum Southside, atingindo logo um enorme sucesso com o primeiro single "I Don't Want a Lover", atingindo os primeiros lugares dos tops em diversos países da Europa, e o 8ª lugar nos top de singles do Reino Unido.
No início dos anos 90 o tema "So Called Friend" (Ricks Road ) é escolhido como tema-genérico da sitcom, Ellen. Sharleen e Ally aparecem ao lado da comediante e actriz Ellen DeGeneres, numa divertida promoção ao programa. "So Called Friend" é também incluído na banda sonora do filme Last Dance, com Sharon Stone.
Só depois em 1997, com o quarto álbum, os Texas voltam aos tops, com White on Blonde, um dos álbuns mais vendidos do ano e seis vezes platina no Reino Unido.
The Hush  é lançado em 1999, dando continuidade ao sucesso anterior, atingindo três vezes a platina.

### 2001-2010
Em 2008, e depois de terem vendido mais de 20 milhões de álbuns, lançado um Greatest Hits e mais dois álbuns (em 2003 e 2005), a banda entra em hiato, e Sharleen Spiteri estreia-se a solo com Melody.
Em 2010, com Sharleen a lançar o seu segundo álbum a solo, The Movie Songbook, é pensada a reunião da banda, que havia sido posta em espera devido à repentina hospitalização do guitarrista Ally McErlaine em 2009, devido a um aneurisma cerebral.

### Actualidade
Em 2011 a banda faz série de concertos pela Europa, sob o nome Texas Revival Tour, estando previsto o lançamento de um novo álbum, The Conversation, para 20 de Maio de 2013.

## Discografia

### Álbuns
- 1989- Southside
- 1991- Mothers Heaven
- 1993- Ricks Road
- 1997- White on Blonde
- 1999- The Hush
- 2000- The Greatest Hits
- 2003- Careful What You Wish For
- 2005- Red Book
- 2007- The BBC Sessions
- 2013- The Conversation
- 2015- Texas 25
- 2017- Jump On Board
- 2021- Hi